# London Melody
London Melody é um filme musical britânico de 1937, dirigido por Herbert Wilcox.

## Sinopse
Diplomata resolve ajudar um garoto morador de rua pagando-lhe um curso de dança.